# Stadtbad Oderberger Straße
La Stadtbad Oderberger Straße (connue aussi sous le nom de Stadtbad Prenzlauer Berg) est une piscine située à Berlin, en Allemagne. Ouverte en 1902 et désaffectée depuis la fin du XXe siècle, elle rouvrait en 2016. Elle a été depuis complètement rénovée et transformée en complexe hôtelier de 70 chambres, l'hôtel Oderberger Berlin, ouvert début 2016.

## Localisation
Le bâtiment est situé dans le quartier de Berlin-Prenzlauer Berg.

## Galerie

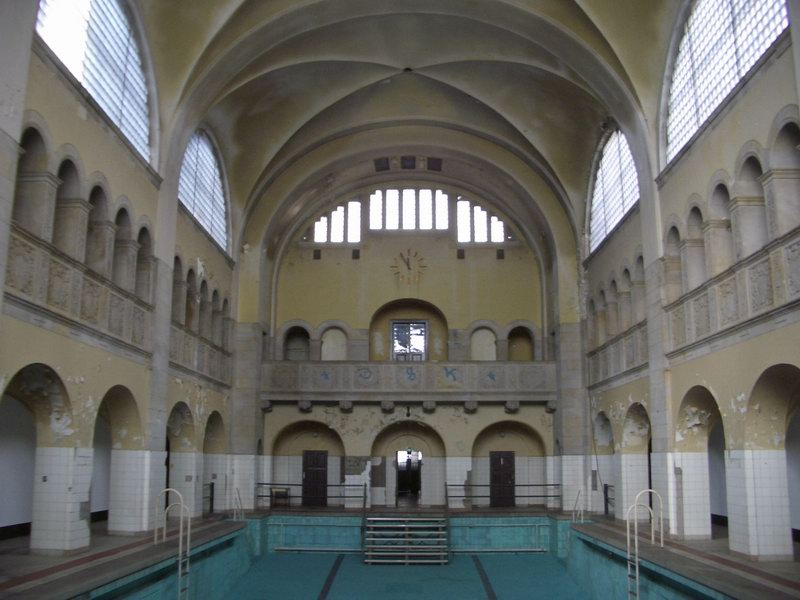
La piscine en 2005.
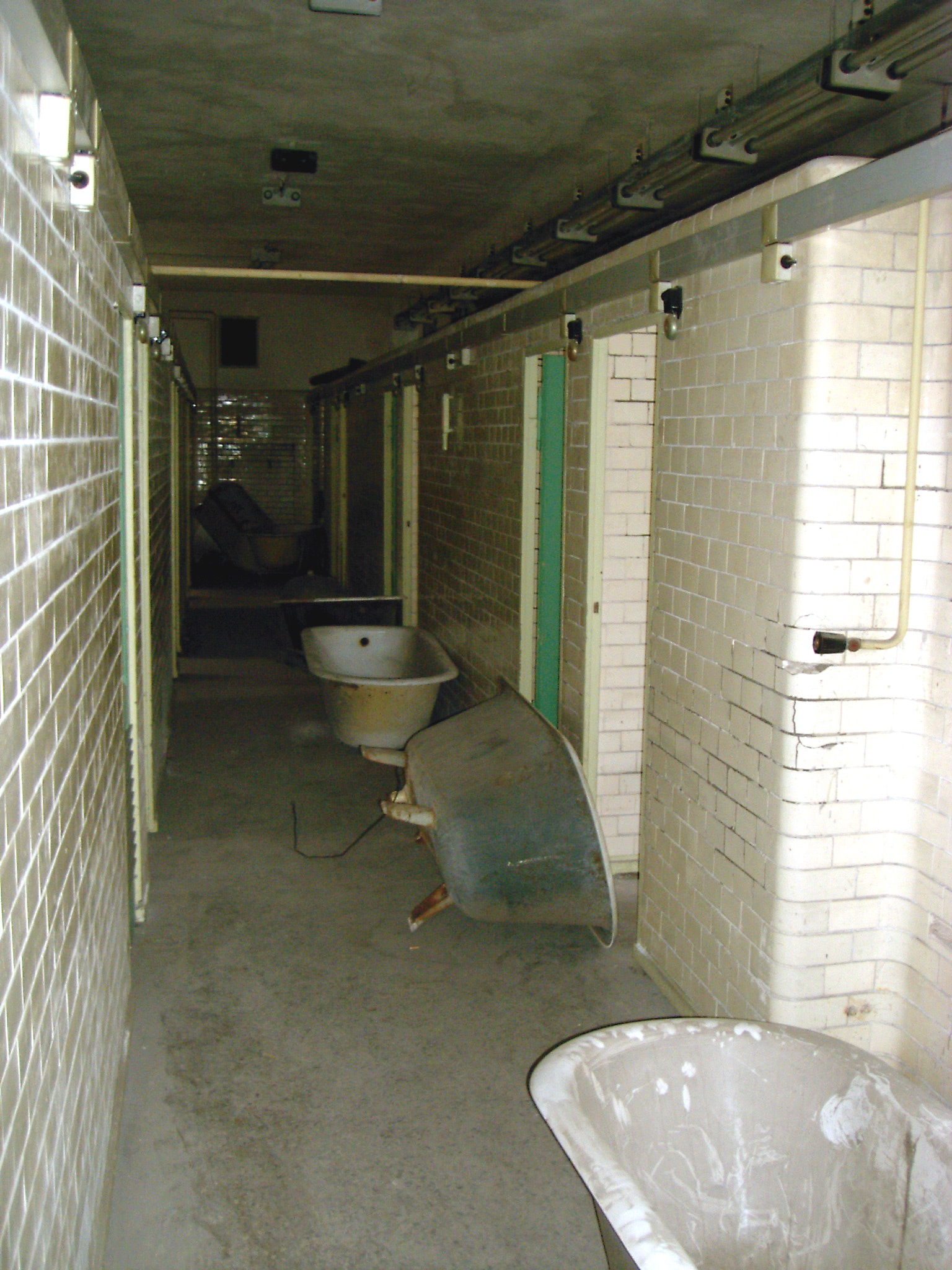
Les sanitaires désaffectés.
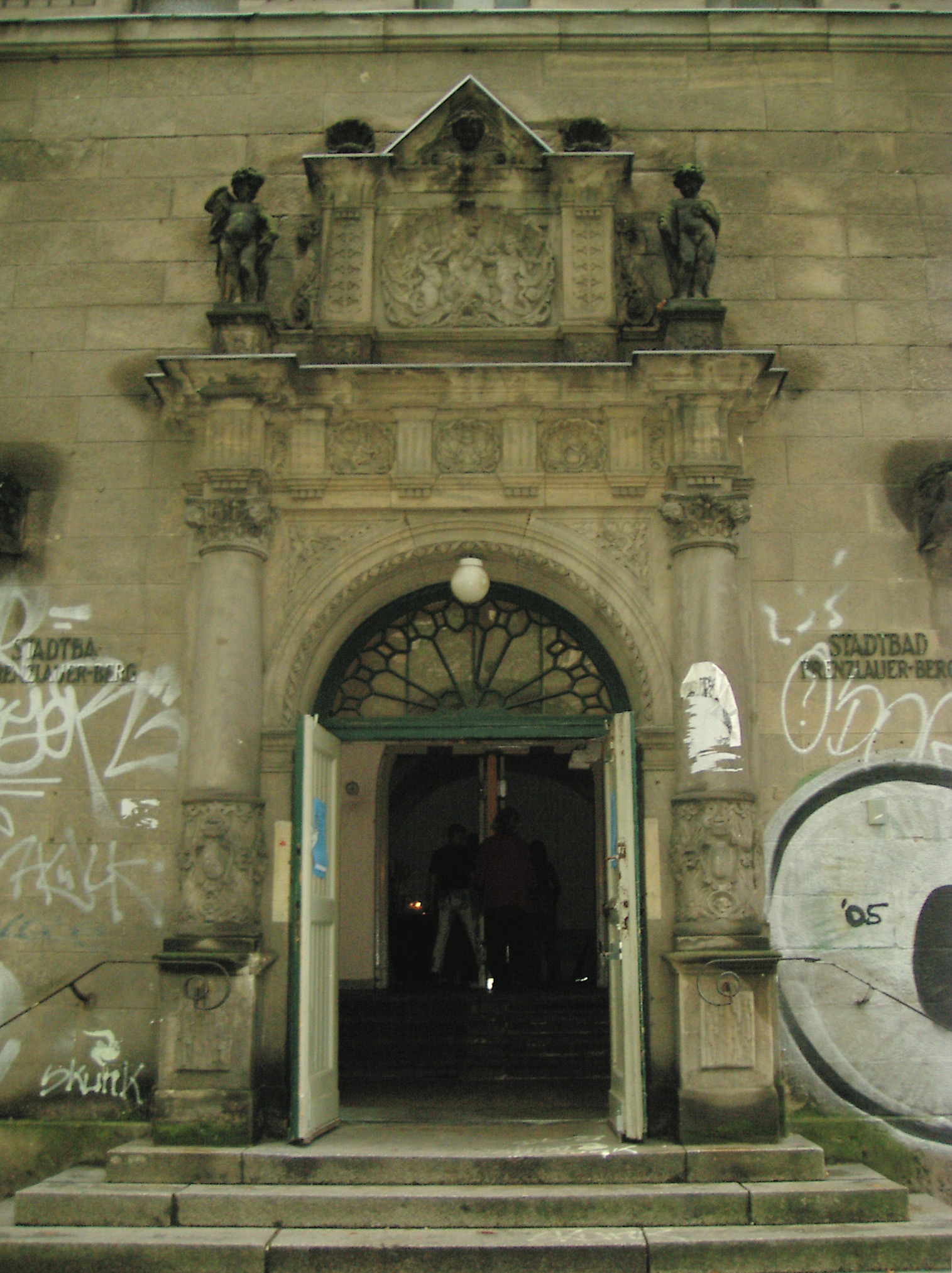
L'entrée.

## Sources
- (de) Cet article est partiellement ou en totalité issu de l’article de Wikipédia en allemand intitulé « Stadtbad Oderberger Straße » (voir la liste des auteurs).